# 回し合格
回し合格（まわしごうかく）とは、主に高校入試において、ある学科・コースを第一志望、それ以外の学科・コースを第二・第三志望として、第一志望の学科に不合格でも、必要条件を満たしていれば、第二・第三志望の学科・コースでの合格となる制度である。廻し合格、スライド合格とも。複数の学科・コースを有する私立高校の入試では、かなり用いられており、公立高校でも、総合選抜や第二志望以下を指定できる場合は、回し合格が発生する。総合選抜の回し合格は、地理的利便性や学力の均等化などといった入試成績以外の要件で決定される。
公立学校受験の場合は、第一志望のコースが不合格で、第二志望のコースでの合格となっても、入学しなければならない場合がほとんどである。ただし私立学校の場合、特進コース以外を併願にすることもできる（出願の時からそう設定しなければならない）。

## 例示
Aさんは「特進コース」と「標準コース」があるB高校の「特進コース」を受験した。特進コースの合格点は500点満点中300点、標準コースは500点満点中200点であったが、Aさんは250点しか取れなかった。このような場合に、回し合格制度があると、Aさんは標準コースでの合格となるのである。